# 薄殼海螄螺
薄殼海螄螺（学名：Epitonium crassum）为海螄螺科海螄螺屬下的一个种。